# Burg Sehusa

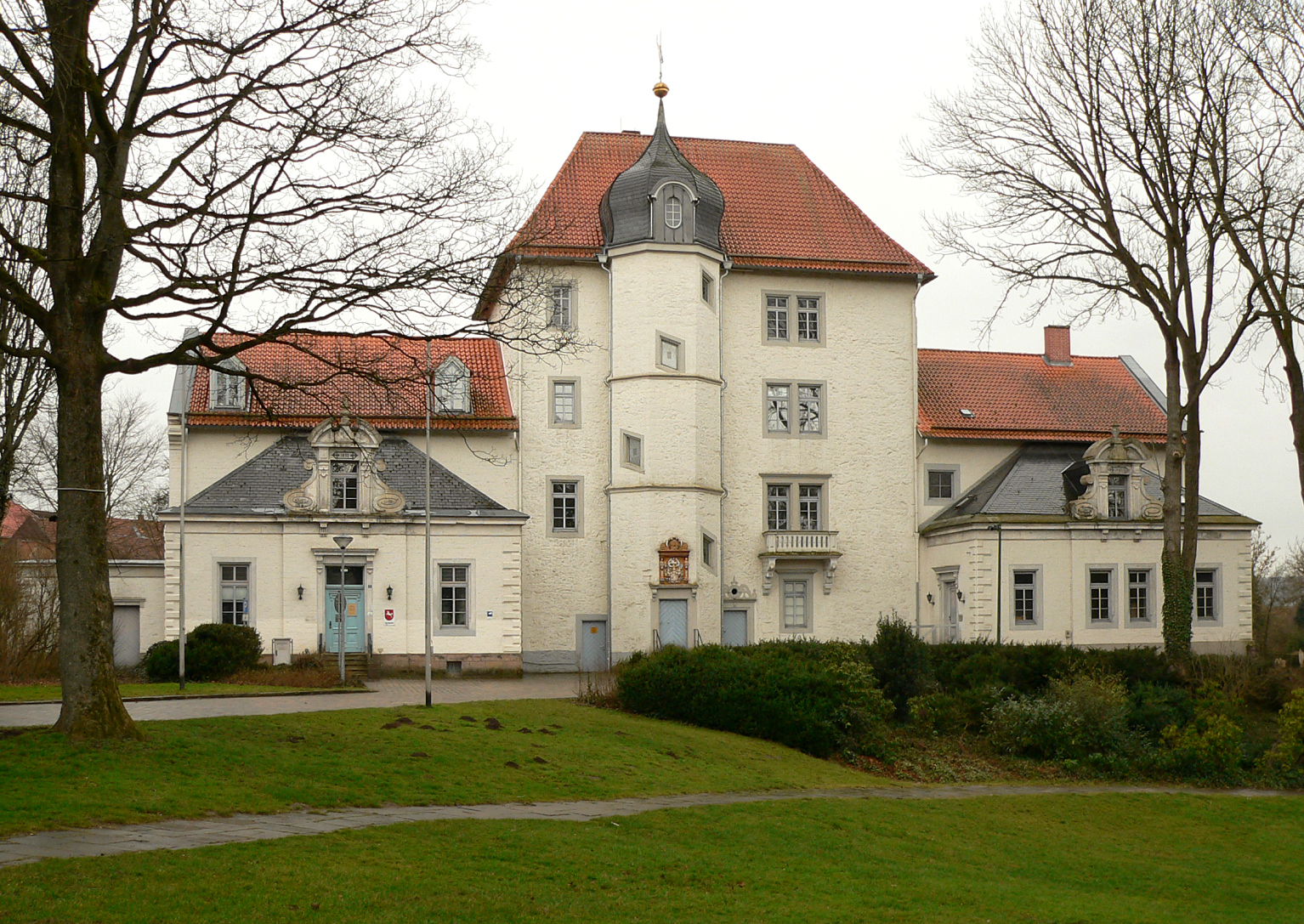
Burg Sehusa, heute Amtsgericht Seesen

Die Burg Sehusa ist eine frühere Burganlage der Welfen in Seesen in Niedersachsen. Sie ist der Nachfolgebau einer 1282 erstmals erwähnten Wasserburg. Im 16. Jahrhundert wurde die Wasserburg in einen Renaissancebau umgestaltet, wozu der älteste und heute noch vorhandene mittlere Bauteil gehört. Der Name Sehusa ist abgeleitet von Sehusen (Seehausen) als frühere Bezeichnung für Seesen. Die Burg gilt als das Wahrzeichen des Ortes und beherbergt heute das Amtsgericht Seesen.

## Baubeschreibung

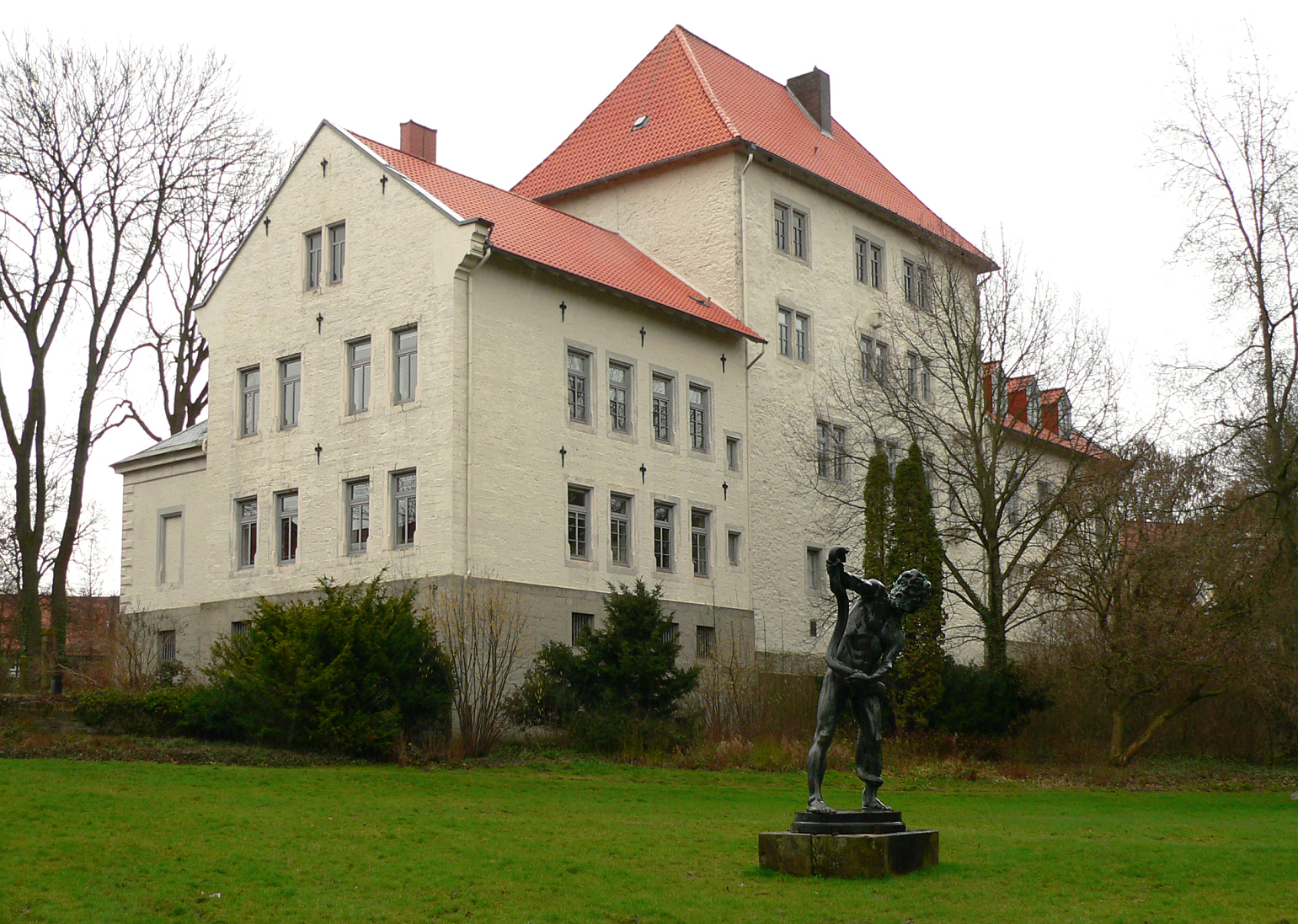
Rückseite der Burg

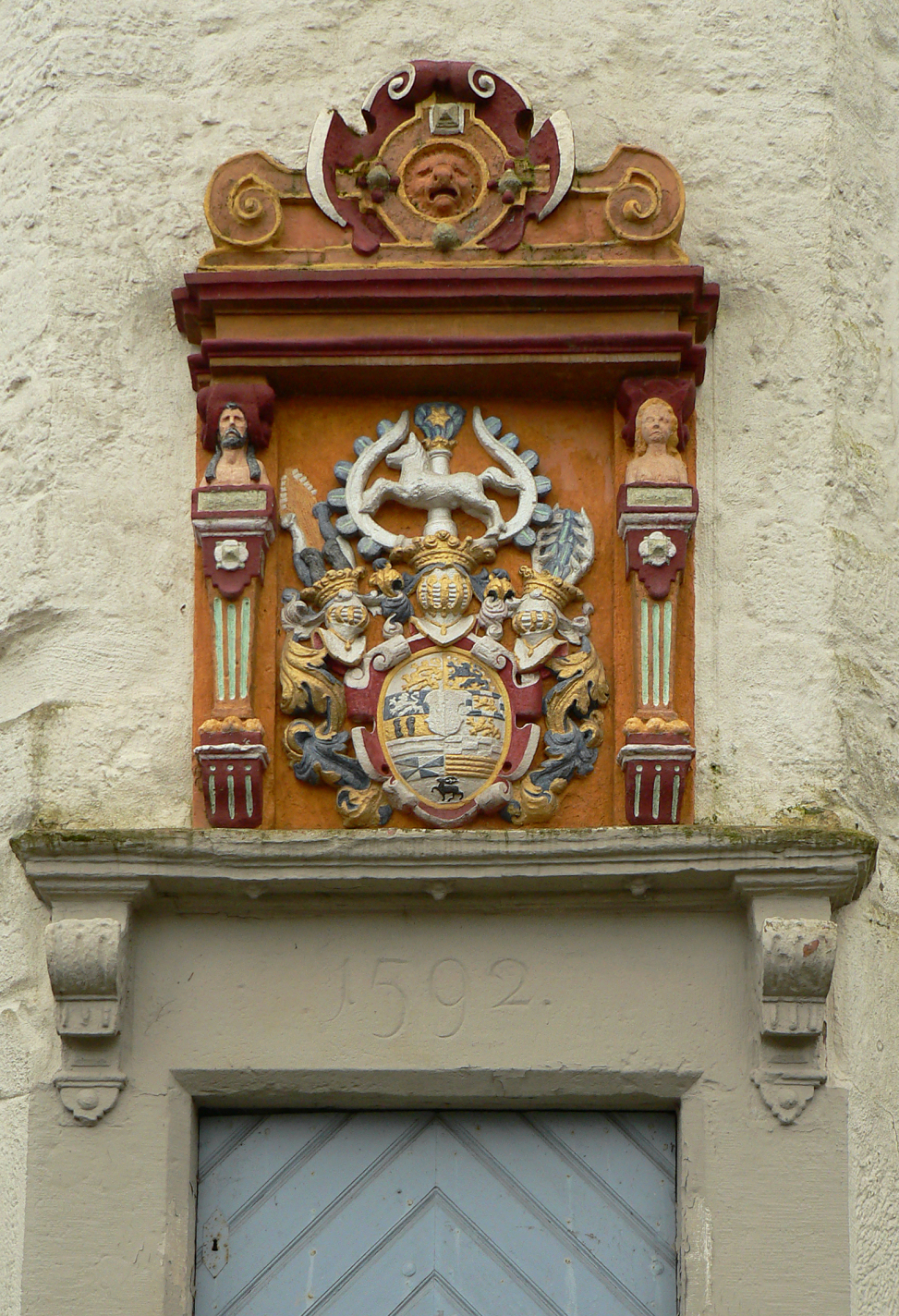
Türportal des Treppenturms mit der Jahreszahl 1592 und herzoglich braunschweigischem Wappen

Das Aussehen der ursprünglichen Wasserburg ist nicht bekannt. Bis in das Jahr 1448 zurückreichende Unterlagen zur Burg enthalten vielfältige Angaben über die Baulichkeiten auf dem Burggelände, lassen aber kein Gesamtbild über das frühere Aussehen zu. Bekannt ist das Vorhandensein einer Zugbrücke. Im heute nicht mehr vorhandenen Torhaus über der Zugbrücke befanden sich die Amtsstube und die Amtsschreiberei. Die Burganlage war gegen Annäherung durch den sie umgebenden Evekensee geschützt, der später trockengelegt wurde. Hinter der Burganlage finden sich Reste von mittelalterlichen Wallanlagen.
Der älteste, heute noch vorhandene Teil der Burg ist das 17 Meter lange und 10 Meter breite, viergeschossige Hauptgebäude. Es entstand im 16. Jahrhundert unter Herzog Julius bei der Umgestaltung der Wasserburg in einen Renaissancebau. Das Hauptgebäude ist der Mittelteil des heutigen Bauensembles. Es ist aus Bruchsteinen errichtet, die verputzt sind. Der wehrhafte Charakter des Baus zeigt sich an der Mauerstärke von 2,75 Meter im Erdgeschoss und 1,25 Meter Wandstärke im dritten Obergeschoss. Dem Hauptgebäude vorgesetzt ist ein polygonaler Renaissance-Treppenturm mit barock umrahmten Fenstern und welscher Dachhaube. Das Portal des Treppenturms ziert ein herzoglich braunschweigisches Wappen und nennt als Abschluss der Umbauten das Jahr 1592. Im Jahr 1664, einigen Quellen zufolge erst 1673, kam es zu einem Großbrand, bei dem der Fachwerkaufbau des Hauptgebäudes mit seinen vier Ecktürmen zerstört wurde. Eine Wiederherstellung erfolgte nicht. An das Hauptgebäude sind zwei Seitenflügel angesetzt worden, die aus den Jahren 1870 und 1885 stammen.

## Geschichte

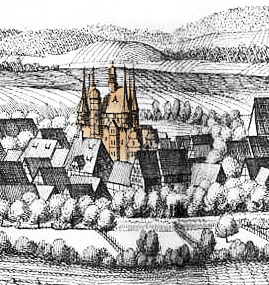
Merian-Stich von 1654 der Burg Sehusa als fürstliches Amtshaus, noch mit dem 1664 abgebrannten Fachwerkaufbau

Der Name der Burg Sehusa beruht auf dem früheren Ortsnamen von Seesen, der Sehuson sowie Sehusen (Seehausen) lautete und auf einen nicht mehr vorhandenen See zurückgeht. Die genaue Entstehungszeit der Burg ist nicht bekannt. Otto II. schenkte dem Stift Gandersheim 974 laut einer Urkunde in den Monumenta Germaniae Historica die Sehusaburg. Allerdings wurde die Urkunde mehrfach angezweifelt und es nicht sicher ob damit nicht eine andere Burgstelle außerhalb des Ortes gemeint ist. Sie wird auch im Bereich der Kirche St. Vitus lokalisiert. Eine weitere Nennung der Burg als castrum sehusen erfolgt in einer Urkunde aus dem Jahre 1282 während der Zeit von Herzog Heinrich dem Wunderlichen. Die Urkunde beschreibt Befestigungsarbeiten an der Burg unter Verwendung von Bauholz aus den Forsten des Klosters Walkenried. Im 13. Jahrhundert bildete die Burg Sehusa den Mittelpunkt eines Verwaltungsbezirks der Herzöge von Braunschweig. Die Ausübung der Verwaltung und Gerichtsbarkeit überließen sie in ihren Territorien häufig Vögten, und so wird für das Jahr 1287 ein iudex et vorstmester genannt, dessen Zuständigkeitsbereich als Forstmeister sich auf das Harzgebiet zwischen Sieber und Oder erstreckte. 1314 wurde das zur Burg gehörige Gericht an die Stadt Goslar verpfändet cum ducatu et vorstehove nostro. 1448 zählten zur Vogtei Seesen mehrere Hütten. Die bis ins Jahr 1448 zurück reichenden Unterlagen der Vögte geben Auskunft über ihre Verwaltungsaufgaben und richterlichen Tätigkeiten auf der Burg, die später zum fürstlichen Amthaus wurde. Um das  Jahr 1500 war die Burg einige Jahre Wittum von Herzogin Margarete, der Gemahlin des Herzogs Friedrich der Unruhige. Im Laufe der Zeit war die Burg mehrfach verpfändet. 1520 hatten die von Klenke sie zum Lehen von Herzog Heinrich dem Jüngeren. Schließlich wurde sie Sitz des Amtes Seesen.
Heute findet alljährlich im September rund um die Burg das Sehusa-Fest als das größte Historienfest in Niedersachsen statt. Seit 2012 findet ein Weihnachtsmarkt vor der Burg statt.